# I Cumbre Suramericana
La I Cumbre Suramericana fue la primera cumbre celebrada en Brasília, Brasil desde el 31 de agosto al 1 de septiembre de 2000.

## Naciones participantes
- Fernando De la Rúa
- Hugo Bánzer
- Fernando Henrique Cardoso
- Andrés Pastrana
- Ricardo Lagos
- Gustavo Noboa
- Bharrat Jagdeo
- Luis Ángel González Macchi
- Alberto Fujimori
- Ronald Venetiaan
- Jorge Batlle
- Hugo Chávez

Observadores
- Datos: Q5907428